# Miguel Torres
Miguel Torres Gómez (Madrid, 28 januari 1986) is een Spaans voetballer die doorgaans als rechtsback speelt. Hij tekende in augustus 2014 een in eerste instantie eenjarig contract bij Málaga CF, met daarin een optie voor nog twee seizoenen.
Torres werd in 1998 opgenomen in de jeugdopleiding van Real Madrid. Op 25 oktober 2006 maakte hij daarvoor zijn officiële debuut in het eerste elftal: een de wedstrijd tegen Écija Balompié in het toernooi om de Copa del Rey begon Torres in de basis vanwege de blessures van eerste elftal-verdedigers Fabio Cannavaro, Cicinho en Míchel Salgado. Zijn Europese debuut volgde op 6 december 2006 toen hij in de laatste groepswedstrijd van de UEFA Champions League tegen Dynamo Kiev basisspeler was. Na nog enkele bekerwedstrijden te hebben gespeeld, maakte Torres op 14 januari 2007 zijn debuut in de Primera División, in een thuiswedstrijd tegen Real Zaragoza.

## Erelijst
| Competitie                |             |                  |             |             |
| Competitie                | Aantal      | Jaren            |             |             |
| Real Madrid               | Real Madrid | Real Madrid      | Real Madrid | Real Madrid |
| ------------------------- | ----------- | ---------------- | ----------- | ----------- |
| Kampioen Primera División | 2x          | 2006/07, 2007/08 |             |             |
| Supercopa de España       | 1x          | 2008             |             |             |
| Olympiakos Piraeus        |             |                  |             |             |
| Kampioen Super League     | 1x          | 2013/14          |             |             |

1 Roberto ·
2 Miquel ·
3 González ·
4 Hernández ·
5 Rolón ·
6 Kuzmanović ·
7 Iturra ·
8 Adrián ·
9 Borja ·
10 Juanpi ·
11 Castro ·
12 Ideye ·
13 Prieto ·
14 Recio  ·
15 Ricca ·
16 Peñaranda ·
17 Success ·
18 Rosales ·
19 Bueno ·
20 Keko ·
21 Samu García ·
22 Lestienne ·
23 Torres ·
24 Rolán ·
25 Lacen ·
26 En-Nesyri ·
27 Robles ·
29 Soler ·
Coach: González